# Замошенка
Замошенка (Мошенка) — река в России, протекает по Демянскому району Новгородской области.
Река впадает в северную часть озера Селигер. Длина реки составляет 26 км, площадь водосборного бассейна 93 км².
Основные притоки: Межник (18 км по правому берегу), Дубровка, Бобреиха.
На берегу реки расположена деревня Подгорная.

## Данные водного реестра
По данным государственного водного реестра России относится к Верхневолжскому бассейновому округу, водохозяйственный участок реки — Волга от Верхневолжского бейшлота до города Зубцов, без реки Вазуза от истока до Зубцовского гидроузла. Речной бассейн реки — (Верхняя) Волга до Куйбышевского водохранилища (без бассейна Оки), речной подбассейн реки — Волга до Рыбинского водохранилища.
Код объекта в государственном водном реестре — 08010100412110000000403.